# Dwars door het Hageland 2020
Dwars door het Hageland 2020 – 15. edycja wyścigu kolarskiego Dwars door het Hageland, która odbyła się 15 sierpnia 2020 na trasie o długości 180 km pomiędzy miejscowościami Aarschot i Diest. Wyścig był częścią UCI ProSeries 2020.
Wyścig początkowo miał odbyć się w czerwcu 2020, jednak, ze względu na pandemię COVID-19, doszło do znaczących zmian w kalendarzu UCI, w wyniku których zmagania w Dwars door het Hageland zostały przeniesione na sierpień 2020.

## Drużyny
| WorldTeams (4)- Deceuninck-Quick Step - Jumbo-Visma - Team Sunweb - Trek-Segafredo ProTeams (8)- Alpecin-Fenix - Bingoal-Wallonie Bruxelles - Circus-Wanty Gobert - Sport Vlaanderen-Baloise - B&B Hotels-Vital Concept p/b KTM - Arkéa-Samsic - Riwal Readynez - Total Direct Énergie Continental teams (5)- Pauwels Sauzen-Bingoal - Tarteletto-Isorex - Telenet Baloise Lions - BEAT Cycling Club - À Bloc CT |
| |

## Klasyfikacja generalna
| \| Klasyfikacja generalna \| Klasyfikacja generalna \| Klasyfikacja generalna \| Klasyfikacja generalna \| Klasyfikacja generalna \| \| Kolarz \| Kolarz \| Państwo \| Drużyna \| Czas \| \| ---------------------- \| ---------------------- \| ---------------------- \| -------------------------------- \| ---------------------- \| \| 1. \| Jonas Rickaert \| Belgia \| Alpecin-Fenix \| 4h 20' 20" \| \| 2. \| Nils Eekhoff \| Holandia \| Team Sunweb \| + 7" \| \| 3. \| Gianni Vermeersch \| Belgia \| Alpecin-Fenix \| + 16" \| \| 4. \| Florian Sénéchal \| Francja \| Deceuninck-Quick Step \| + 16" \| \| 5. \| Tim Merlier \| Belgia \| Alpecin-Fenix \| + 16" \| \| 6. \| Benjamin Declercq \| Belgia \| Arkéa-Samsic \| + 23" \| \| 7. \| Timo Roosen \| Holandia \| Jumbo-Visma \| + 23" \| \| 8. \| Bert-Jan Lindeman \| Holandia \| Jumbo-Visma \| + 25" \| \| 9. \| Toon Aerts \| Belgia \| Telenet-Baloise Lions \| + 26" \| \| 10. \| Bert De Backer \| Belgia \| B&B Hotels-Vital Concept p/b KTM \| + 26" \| |                   |          |                                  |            |
| |                   |          |                                  |            |
| Źródło: ProCyclingStats |                   |          |                                  |            |
| Klasyfikacja generalna |                   |          |                                  |            |
| Kolarz | Kolarz            | Państwo  | Drużyna                          | Czas       |
| 1. | Jonas Rickaert    | Belgia   | Alpecin-Fenix                    | 4h 20' 20" |
| 2. | Nils Eekhoff      | Holandia | Team Sunweb                      | + 7"       |
| 3. | Gianni Vermeersch | Belgia   | Alpecin-Fenix                    | + 16"      |
| 4. | Florian Sénéchal  | Francja  | Deceuninck-Quick Step            | + 16"      |
| 5. | Tim Merlier       | Belgia   | Alpecin-Fenix                    | + 16"      |
| 6. | Benjamin Declercq | Belgia   | Arkéa-Samsic                     | + 23"      |
| 7. | Timo Roosen       | Holandia | Jumbo-Visma                      | + 23"      |
| 8. | Bert-Jan Lindeman | Holandia | Jumbo-Visma                      | + 25"      |
| 9. | Toon Aerts        | Belgia   | Telenet-Baloise Lions            | + 26"      |
| 10. | Bert De Backer    | Belgia   | B&B Hotels-Vital Concept p/b KTM | + 26"      |